# Persyflaż
Persyflaż (fr. persiflage – przemówienie ironiczne i kpiące) – utwór literacki lub inna wypowiedź o charakterze żartobliwym i ironicznym, ukrywająca szyderstwo pod pozorami wyszukanej uprzejmości lub udawanej powagi. Szczególną cechą persyflażu jest ironiczne nawiązanie do cudzego stylu. 